# Ludanice
Ludanice jsou obec v Nitranském kraji na Slovensku. Spadají do okresu Topoľčany. Leží osm kilometrů od Topoľčan na hlavní trase do Nitry. Žije v nich přibližně 1 700 obyvatel.

## Historie
Podle archeologických nálezů byla obec osídlená v období neolitu. Další nálezy dokládají osídlení z doby halštatské, laténské nebo Velkomoravské říše. Ludanice byly poprvé písemně zmíněny jako Ludan v listině nitranské kapituly z roku 1242. V 15. století se obec rozvinula v městečko a v roce 1422 získala právo pořádat v pondělí týdenní trh. Dolní část patřila benediktinskému klášteru a později kapitule Nitra. Horní část obce byla sídlem panství a zpočátku patřila Ludanickým z Ludanic. V 17. století vesnice patřila Erdődyům.
V roce 1892 došlo ke sloučení obcí Dolní Ludanice a Horní Ludanice. V roce 1976 byly připojeny obce Dvorany nad Nitrou a Mýtná Nová Ves, první z nich se v roce 1990 opět oddělila a od té doby je od hlavní obce oddělena místní část Mýtná Nová Ves.

## Přírodní poměry
Obec leží v oblasti středního Ponitří v centrální části Nitranské pahorkatiny na pravostranném údolí a terase řeky Nitry. Nadmořská výška území se pohybuje v rozmezí 156–247 m, osídlená část se nachází v nadmořské výšce 155–160 m, střed obce je ve výšce 160 m. Území tvoří mladší terciérní sedimenty, které jsou v severozápadní a západní částí území, jež tvoří pahorkatina s vrchy přesahující výšku 200 m, jsou pokryté spraší. V rovinaté části v nivě řeky Nitry, které se táhnou v severojižním směru, terciérní sedimenty pokrývají údolní usazeniny. Půdní typy zastupují hnědozem a údolní půdy.

### Využití půdy
Celková rozloha území obce je 11,1956 km², z toho v roce 2020 připadalo 86 % na zemědělskou půdu. Celkové využití půdy (2020): 78 % orná půda, 3 % vinice, 5 % zahrady. V roce 2023 připadalo 962,98 ha na zemědělskou půdu, z toho 871,13 ha byla orná půda, 28,43 ha vinice, 58,01 ha zahrady a 4 ha připadaly na travnaté plochy. Zastavěná plocha a nádvoří zaujímaly 87,10 ha, lesy 6,16 ha a 11,65 ha tvořila vodní plocha.

### Sousední obce
Obec Ludenice se rozkládá na dvou katastrálních území Ludenice a Mýtná Nová Ves, mezi nimi je katastrální území obce Dvorany nad Nitrou.
|                 | Urmince, Chrabrany |                  |
| Horné Obdokovce |                    | Kovarce          |
|                 | Kamanová           | Oponice, Súlovce |

## Doprava
V roce 1881 byla přes obec postavena železnice z Topoľčan do Nových Zámků se zastávkou Mýtná Nová Ves. Obcí vede silnice I/64 spojující okresní město Topoľčany s krajským městem Nitrou.

## Služby
Je zde poštovní úřad, který zajišťuje i služby slovenské Poštovní banky pro Ludanice a okolní obce Dvorany nad Nitrou a Mýtna Nová Ves, několik restaurací a lidových hospod, dámské a pánské kadeřnictví, ordinace dětského lékaře, lékař pro dospělé, lékárna a kulturní dům s kinem a tanečním sálem. Samospráva v podobě obecního úřadu sídlí poblíž kulturního domu.

## Pamětihodnosti
Ve vsi stojí římskokatolický kostel Nejsvětější Trojice z roku 1701. 